# Markaz al Qanţarah Gharb
Markaz al Qanţarah Gharb (arabiska: مركز القنطرة غرب) är en region i Egypten.   Den ligger i guvernementet Ismailia, i den nordöstra delen av landet, 120 km nordost om huvudstaden Kairo.